# Max Tegmark
Max Erik Tegmark (născut Max Shapiro n. 5 mai 1967, Stockholm, Suedia) este un fizician și cosmolog suedezo-american. Este profesor la Institutul Tehnologic din Massachusetts și director științific al Institutului de Întrebări Fundamentale. De asemenea, este co-fondator al Institutului pentru Viitorul Vieții, susținător al mișcării altruismului eficient și a primit donații din partea lui Elon Musk pentru a investiga riscul existențial din partea inteligenței artificiale avansate. A emis o teorie (speculativă) a întregului denumită ipoteza universului matematic (din engleză, mathematical universe hypothesis, MUH).

## Biografie
Tegmark s-a născut în Suedia, ca fiul Karinei Tegmark și al profesorului american de matematică Harold S. Shapiro.
Este căsătorit cu Meia Chita-Tegmark, din anul 2012, originile căreia sunt din Romania

## Opera
- Max Tegmark, Viața 3.0. Omul in epoca inteligenței artificiale, București,Editura Humanitas, 2019 ( traducere după ediția originală din 2017 de Vlad Zografi)
- Circa 300 de publicații in domeniul astrofizicii, cosmologiei, apariției vieții și interacțiunii ființelor raționale cu Universul, inteligenței artificiale, siguranței inteligenței artificiale
- Ours Mathematical Universe. My quest for the ultimate Nature of Reality, 2014. By Knopf publishing, 432 pp.

## Legături externe
- Site-ul oficial